# Belida angelicae
Belida angelicae là một loài ruồi trong họ Tachinidae.